# Persoonia isophylla
Persoonia isophylla (лат.) — кустарник, вид рода Персоония (Persoonia) семейства Протейные (Proteaceae), эндемик Нового Южного Уэльса в Австралии. Прямостоячий или раскидистый куст с мягкими листьями, напоминающие сосновые иголки, и группами жёлтых цилиндрических цветков. Вид похож на P. pinifolia, но цветки P. pinifolia имеют небольшие листья у основания, тогда как цветки P. isophylla у основания имеют полноразмерные листья. Оба вида иногда растут вместе, но гибриды между ними встречаются редко.

## Ботаническое описание

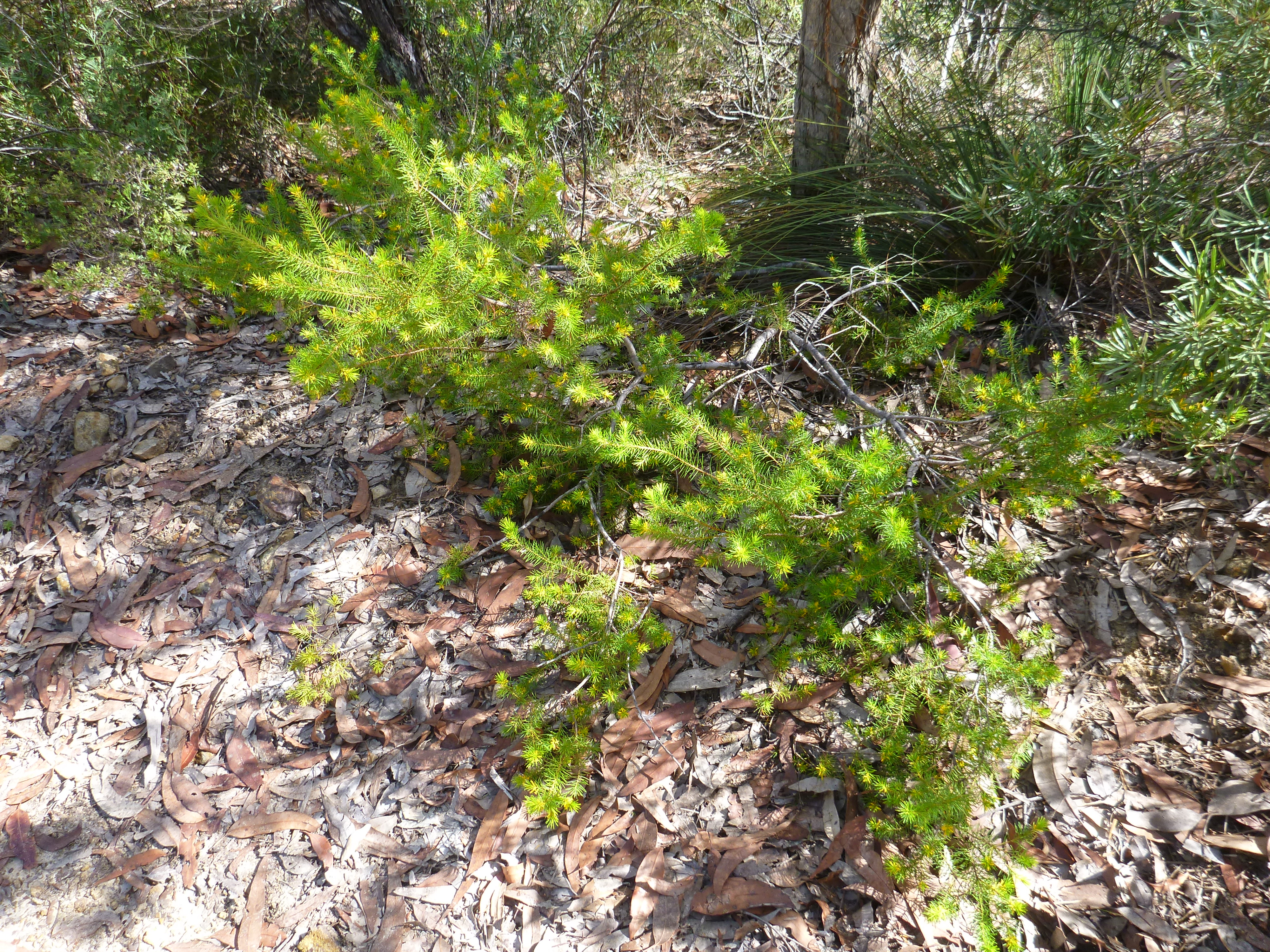
Общий вид

Persoonia isophylla — прямостоячий или раскидистый кустарник, вырастающий до высоты 0,3-1,5 м с гладкой корой. Листья расположены поочередно и имеют узкую цилиндрическую форму, 12-30 мм в длину, около 0,5 мм в ширину и гладкие при созревании. Цветки расположены группами от десяти до семидесяти на концах ветвей. У групп есть цветоносный стебель 5-90 мм в длину, каждый цветок с цветоножкой до 1,5 мм в длину. У основания группы есть полноразмерный лист, который продолжает расти после цветения. Цветок состоит из четырёх жёлтых гладких или слегка опушённых листочков околоцветника длиной 7-8 мм, сросшихся у основания, с загнутыми назад кончиками. Центральный столбик окружён четырьмя жёлтыми пыльниками, которые также соединены у основания с загнутыми назад кончиками, так что при взгляде с конца он напоминает крест. Цветение происходит с января по июль. Плоды — гладкие зелёные костянки, обычно с красновато-пурпурными пятнами.

## Таксономия
Вид был описан в 1991 году австралийскими ботаниками Лоренсом Джонсоном и Питером Уэстоном на основе экземпляра, собранного в окрестностях Питс-Риджа. Описание опубликовано в Telopea. Видовой эпитет — от древнегреческого префикса isos, означающего «равный»:306, и древнегреческого  слова phyllon, означающего «лист»:466, относящихся к группам цветков, у которых есть полноразмерный лист в основании.

## Распространение и экология
Persoonia isophylla — эндемик австралийского штата Новый Южный Уэльс. Растёт на песчаных почвах, образованных из сиднейского песчаника, на высоте до 250 м над уровнем моря между Госфордом и пригородом Сиднея Френчс-Форестом.